# Meurtriers sans visage
Meurtriers sans visage (titre original : Mördare utan ansikte) est un roman policier de Henning Mankell paru en 1991 en Suède, traduit en français en 1994 et mettant en scène l'inspecteur de police Kurt Wallander. L'année de sa sortie, le roman a obtenu le prix du meilleur roman policier suédois de la Deckarakademin (l’Académie du polar) et le prix Clé de verre par la Skandinaviska kriminalsällskapet (la Société scandinave du roman policier).

## Résumé
Dans la campagne de Scanie, dans le sud de la Suède, un couple de vieux fermiers est sauvagement assassiné. La femme est torturée et, avant de mourir à l'hôpital, prononce un dernier mot : « étranger ». Ce double meurtre sordide va déclencher des réactions de colère et de xénophobie à travers toute la région.
Qui peut bien avoir assassiné deux personnes âgées dans une ferme isolée ? Pourquoi les assassins ont-ils donné du foin à la jument du couple après avoir commis leur crime ?
L'inspecteur Wallander va découvrir sous la surface lisse de la Suède une société en proie aux violences et aux haines les moins reluisantes. Il constatera que l'apparente bonhomie du couple n'est qu'une façade et que certains secrets sont bien gardés.
Dans le même temps, Wallander va devoir affronter la dure réalité de son divorce d'avec Mona, la lente agonie de son collègue Rydberg et des relations conflictuelles avec son père et sa fille.

## Éditions françaises
Éditions imprimées
- Henning Mankell (trad. du suédois par Philippe Bouquet), Meurtriers sans visage [« Mördare utan ansikte »], Paris, Christian Bourgois, 21 janvier 1994, 386 p., 20 cm (ISBN 2-267-01105-0, BNF 35630270).Première édition en grand format.
- Henning Mankell (trad. du suédois par Philippe Bouquet), Meurtriers sans visage [« Mördare utan ansikte »], Paris, 10/18, coll. « Grands détectives » (no 2735), 1996, 385 p., 18 cm (ISBN 2-264-02133-0, BNF 35820571).Première édition au format de poche.
- les rééditions suivantes ont été publiées aux éditions du Seuil (grand format) et aux éditions Points (format de poche).

Livre audio
- Henning Mankell (trad. du suédois par Philippe Bouquet), Meurtriers sans visage [« Mördare utan ansikte »], Orléans, éd. Sixtrid, 5 avril 2017 (EAN 3358950003372).Texte intégral ; narrateur : Marc-Henri Boisse ; support : livre audio en téléchargement ; durée : 9 h 26 min ; référence éditeur : LIVSIXTB42M.

## Adaptation télévisuelle
Le roman a fait l'objet, dans le cadre de la série télévisée Les Enquêtes de l'inspecteur Wallander (Wallander), avec Kenneth Branagh, d'une adaptation d'environ 90 minutes, également titrée Meurtriers sans visage (Faceless Killers), initialement diffusée, au Royaume-Uni, le 3 janvier 2010 (saison 2, épisode 1).